# Dokumentalistika
Dokumentalistika je znanstvena disciplina u području informacijskih znanosti koja se u Europi definira kao postupak skupljanja, klasificiranja i distribucije svih dokumenata, svih njihovih vrsta iz svih djelatnosti.

## Povijest

### Počeci
Za dokumentalistiku se smatra da je nastala 1895. kad su P. Otlet i La Fontaine osnovali Institut International de bibliographie čija je osnovna zadaća bila obrada zapisanog ljudskog znanja iz svih vrsta dokumenata, pa i onih neverbalnih kao što su mape, slike, dijagrami itd. Tada se počela naglašavati potreba obrade sadržaja dokumenata bez obzira na oblik prikazivanja, pa se time i prekinula praksa nužnog linearnoga raspoređivanja dokumenata na police. Napravljen je novi pomak u proučavanju i obradi dokumenata, nova je disciplina dokumentalistika definirana kao postupak sakupljanja, klasificiranja i distribucije svih dokumenata, svih njihovih vrsta iz svih djelatnosti. 

### Nakon Drugog svjetskog rata
Takvo se određenje dokumentalistike zadržalo u Europi i nakon drugog svjetskog rata, kad su se u SAD-u počeli rabiti novi izrazi: pronalaženje informacija te pohranjivanje i pronalaženje informacija.
Smatra se da je 1957. ona godina kada se dokumentalistika preorijentirala s manualnih na kompjutorski zasnovane sustave za pretraživanje(computer based retrieval systems).
Krajem 1950-ih godina četiri su glavna područja za dokumentalistiku:
1. organizacija informacija
2. oprema za pohranjivanje i pretraživanje
3. mehaničko prevođenje
4. informacijske potrebe znanstvenika[1]

Primjenom informacijske tehnologije u dokumentacijskim službama stvoreni su sustavi za pretraživanje obavijesti. Stvaraju se i razvijaju nacionalni i svjetski sustavi za određena područja, a istovremeno je informacijsko-dokumentalistička djelatnost dobila do tada nezamislivu financijsku i društvenu potporu.Međutim informacijska tehnologija i dokumentalistika nužan su preduvjet za razvoj informacijske djelatnosti, ali nisu i dostatan razlog za stvaranje informacijske znanosti. Godine 1961. na Konferenciji o obrazovanju kadrova za informacijsku znanost na Georgia Institute of Tehnology u Atlanti, definitivno je odbačen i naziv dokumentalistika, a umjesto dotadašnjih preuzet je novi izraz –informacijska znanost. Tada je dokumentalistika postala samo jedna od informacijskih znanosti.